# 奥托 (奥地利)
快活的奧托（1301年7月23日—1339年2月17日），哈布斯堡王朝的奧地利及施泰尔马克公爵（1330年－1339年與阿爾布雷希特二世共治），克恩顿公爵（1335年－1339年）。奧托是奧地利公爵阿爾布雷希特一世第七子、奧地利及施蒂里亞公爵魯道夫三世、腓特烈三世、利奧波德一世及阿爾布雷希特二世的幼弟。
奧托的座右铭為「Unguibus et rostro ac alis armatus in hostem」（用爪子、喙和翅膀对抗敌人）。

## 生平
奧托出生於維也納，作为幼子，奥托最初被排除在领土继承之外。但1330年後，随着兄长魯道夫三世、腓特烈三世及利奧波德一世相繼逝世后。他和兄長阿爾布雷希特二世繼承了奥地利公爵爵位，二人共治。
1325年，奥托迎娶了巴伐利亞的伊莉莎白。1329年，他得到了对莱茵河上游外奥地利的管理权。从1330年起，奥托与他的兄弟阿尔布雷希特一起统治奥地利公国。1331年，奥托被神聖羅馬皇帝路易四世任命为帝国代牧。1335年5月2日卡林西亞公爵及奥托的舅父卡林西亞的海因里希去世后，路易四世於卡林西亞与蒂羅爾南部归入皇室領地，奧托根據卡林西亞的舊律而即位為卡林西亞公爵。自此，奧托将統治重心转移到了卡林西亞。奧托創立了诺伊贝格修道院（作为对他第一个儿子腓特烈出生的还愿）及維也納奥斯定堂的圣乔治礼拜堂。1335年2月，奧托與波希米亞國王约翰一世的女兒安妮在茲諾伊莫結婚。1337年，奧托創立了騎士團，用以發動十字軍，攻擊普魯士及立陶宛的異教徒。因為他的朝廷充滿欢樂，所以奧托被稱為「快活的奧托」。
1339年，奧托在诺伊贝格逝世。他的兒子腓特烈二世及利奧波德二世以幼齡繼位，成為名義上的奥地利公爵。可惜二人未成年便於1344年去世（可能为毒杀），奧托家族因此绝嗣。

## 家庭
- 巴伐利亞的伊莉莎白（英语：Elizabeth of Bavaria, Duchess of Austria）（約1306-1330）：1325年結婚，下巴伐利亞公爵斯特凡一世之女
  - 腓特烈二世（德语：Friedrich II. von Habsburg）（1327-1344）：（名義上的）奧地利公爵
  - 利奧波德二世（英语：Leopold II, Duke of Austria）（1328-1344）：（名義上的）奧地利公爵
- 波西米亞的安妮（英语：Anne of Bohemia, Duchess of Austria）（1323-1338）：1335年結婚，波希米亞國王約翰一世之女

| 奥托 (奥地利) 哈布斯堡家族出生于：1301年7月23日逝世於：1339年2月17日 | 奥托 (奥地利) 哈布斯堡家族出生于：1301年7月23日逝世於：1339年2月17日 | 奥托 (奥地利) 哈布斯堡家族出生于：1301年7月23日逝世於：1339年2月17日 |
| 統治者頭銜                                                           | 統治者頭銜                                                           | 統治者頭銜                                                           |
| -------------------------------------------------------------------- | -------------------------------------------------------------------- | -------------------------------------------------------------------- |
| 前任者： 腓特烈三世                                                  | 奧地利公爵 1330年–1339年 與阿爾布雷希特二世共治同時在任              | 繼任者： 阿爾布雷希特二世                                            |
| 前任者： 克恩滕的亨利六世                                            | 克恩滕公爵 1335年–1339年 與阿爾布雷希特二世共治同時在任              | 繼任者： 阿爾布雷希特二世                                            |